# Doras fimbriatus
Doras fimbriatus är en fiskart som beskrevs av Kner, 1855. Doras fimbriatus ingår i släktet Doras och familjen Doradidae. IUCN kategoriserar arten globalt som livskraftig. Inga underarter finns listade i Catalogue of Life.